# Apicia deoia
Apicia deoia là một loài bướm đêm trong họ Geometridae.